# Will Geer
Will Geer, nome artístico de William Aughe Ghere, (Frankfort, 9 de março de 1902 - Los Angeles, 22 de Abril de 1978) foi um ator, cantor, agricultor e ativista norte-americano.
Ele é melhor lembrado pelo seu papel do personagem "Vovô Walton", na década de 1970, na popular série de televisão The Waltons.
É pai da atriz Ellen Geer.

## Biografia
Geer era filho de uma professora e de um carteiro, que abandonou a família quando Will tinha onze anos de idade. O nome Ghere foi alterado para Geer para ter uma sonoridade americana. Foi criado pelo avô, que lhe ensinou botânica, influenciando-lhe a cursar horticultura na Universidade de Chicago e mestrado na Universidade de Columbia.
Com a depressão decorrente da quebra da Bolsa de Valores de 1929, Geer passou a se apresentar em tendas em acampamentos de desempregados e minas de carvão, onde presenciou a miséria e as péssimas condições de trabalho, fazendo com que protestasse contra tais situações, tornando-se assim um ativista social.
Em 1928 foi contratado pela companhia de teatro de Minnie Maderne Fiske, uma famosa atriz que o levou para a Broadway, onde ele interpretou Pistol em The Merry Wives of Windsor.
Em 1932 fez seu primeiro trabalho no cinema, em um pequeno papel no filme Lição de Bárbaros (The Misleanding Lady).
Em 1934 atuava no Tony Pastor Theatre quando conheceu Harry Hay, um ator e dublê de Hollywood, e que se tornou o primeiro grande defensor dos homossexuais nos Estados Unidos. Will Geer se apaixonou por Hay e eles tiveram um intenso relacionamento amoroso.
Hay, que era professor e advogado, tornou-se o mentor político de Will Geer, então membro do sindicato dos trabalhadores marítimos. Eles participaram de grandes greves trabalhistas e chegaram a presenciar policiais executando trabalhadores que protestavam por melhores condições de trabalho, em São Francisco. O casal também foi pioneiro na luta pelos direitos dos homossexuais, chamados até então de "temperamentais".
Hay foi um dos fundadores do Partido Comunista dos Estados Unidos, sendo Will Geer um de seus membros. Geer apresentava-se em comunidades agrícolas como cantor, ao lado de nomes como Burl Ives, Woody Gunthrie e Pete Seeger. Nestas ocasiões Geer instruía os agricultores com seu conhecimento em horticultura e direitos sociais.
Conheceu a atriz Herta Ware, com quem se casou em 1938. Herta sabia de sua bissexualidade e de seu relacionamento com Hay, sugerindo-se que aceitava a situação. Ware era neta de Mother Bloor (Ella Reeves Bloor), uma das primeiras sufragistas do mundo. A união durou até 1954, com o casal tendo três filhas durante a relação. Permaneceram amigos e voltaram a viver juntos no final da vida.
Nas décadas de 1930 e 1940, Geer trabalhou mais no teatro, tendo participado de poucos filmes. Ele foi escolhido pelo próprio John Steinbeck para viver Candy,  na primeira montagem de "Ratos e Homens", em 1939. O ator também trabalhou em programas de rádio e narrou documentários destinado à classe trabalhadora.
Em 1948 atuou em "O Órfão do Mar" (Deep Waters). Sua carreira no cinema começou a despontar, aparecendo em diversos filmes nos anos seguintes. Normalmente Will era escalado para atuar em westerns, como Terra Selvagem (Comanche Territory) e Flechas de Fogo (Brooken Arrow). Também viveu o lendário Wyatt Earp em Winchester' 73.
Em 1951, após atuar em Pioneiros do Sul (The Barefoot Mailman), sua carreira cinematográfica foi interrompida após ser convocado pelo senador McCarthy para depor no Comitê de Atividades AntiAmericanas, devido ao seu ativismo político.
Ao se negar a delatar colegas, o ator foi a quinta pessoa a ser incluída na Lista Negra de Hollywood, sendo assim proibido de trabalhar no cinema.
Entre 1951 e 1962 Will Geer só fez um filme, "O Sal da Terra" (Salt of the Earth), que fala sobre uma greve de mineiros, produzido, dirigido e estrelado por artistas que também estavam na lista negra. A obra foi considerada subversiva e também incluída na lista negra.
Sem poder atuar no cinema, Geer vendeu sua casa em Santa Monica e mudou-se para Topanga, onde veio a fundar a Will Geer Theatricum Botanicum, uma companhia teatral que plantava todas os vegetais mencionados nas peças de Shakespeare, no terreno do teatro. Com o tempo, a propriedade tornou-se uma fazenda autossustentável, com aulas de interpretação ao ar livre em meio à natureza.
Em 1957, após o senador Joseph McCarthy se envolver casos de corrupção, a restrição aos atores recrudesceu e as atividades do Comitê de Atividades Anti-americanas caiu em descrédito.
Will Geer voltou ao cinema no filme Advise & Consent. Ao lado de outros atores outrora banidos, ele interpretava um senador que investigava um governo corrupto. Novos convites surgiram e em 1967 atuou no clássico In Cold Blood, de1967, baseado no livro de Truman Capote, outra vítima do McCarthysmo.
A partir de então participou de muitas produções, especialmente na década de 1960. Embora gay e comunista, Geer atuava em papéis de sulistas e conservadores.
Entre 1955 e 1971, Will Geer fez diversas peças na Broadway, sendo indicado ao prêmio Tony pela sua atuação no musical 110 in the Shade, de 1964.
Foi elogiado por sua participação no filme Mais Forte que a Vingança (Jeremiah Johsnon), ao lado de Robert Redford.
Fez muitas participações na televisão, como na última temporada de "A Feiticeira" (Bewitched), no papel de George Washington.
Sua consagração veio em 1972, quando deu vida ao personagem "Zebulon Walton", ou "Vovô Walton", na premiada série de televisão Os Waltons. Pelo papel, Geer foi indicado ao Globo de Ouro e seis vezes ao Emmy, vencendo uma das edições.
Com o sucesso na série em andamento, o ator fez outros filmes, como  O Assassinato de um Presidente, 1973, e O Pássaro Azul (The Blue Bird), em 1976.

## Vida pessoal
Geer casou-se com a atriz Herta Ware em 1934. Ele e Ware tiveram três filhos, Kate Geer, Thad Geer e a atriz Ellen Geer. Ware também teve uma filha, a atriz Melora Marshall, de outro casamento. Embora ele e Ware tenham se divorciado em 1954, eles permaneceram próximos pelo resto da vida.
Em 1934, Geer conheceu Harry Hay no Tony Pastor Theatre, onde Geer trabalhava como ator. Eles logo se tornaram amantes. Ele e Hay participaram de uma greve do leite em Los Angeles. Mais tarde naquele ano, ele e Hay se apresentaram em apoio à Greve Geral de São Francisco, onde testemunharam a polícia disparando contra os grevistas, matando dois. Ele era um esquerdista comprometido, com Hay mais tarde o descrevendo como seu mentor político. Ele apresentou Hay à comunidade esquerdista de Los Angeles, e juntos eles participaram do ativismo, juntando-se a manifestações pelos direitos dos trabalhadores e dos desempregados, e em uma ocasião se algemaram a postes de luz do lado de fora da UCLA e distribuiram panfletos para a Liga Americana Contra a Guerra e o Fascismo. Ele se tornou membro do Partido Comunista dos Estados Unidos em 1934. Depois que Hay se tornou cada vez mais politizado, Geer o apresentou ao Partido. Em 1934, ele e Hay deram apoio a uma greve trabalhista no porto de São Francisco, parte da greve de 1934 na orla marítima da Costa Oeste. Geer tornou-se leitor do jornal comunista da Costa Oeste, People's World.
Ele mantinha um jardim em sua casa de férias, chamado Geer-Gore Gardens, em Nichols, Connecticut. Ele visitava com frequência e participava das celebrações locais dos fogos de artifício do 4 de julho, às vezes usando uma cartola preta ou chapéu de palha e sempre seu macacão jeans, marca registrada, com apenas um suspensório preso. Ele também tinha uma pequena casa de férias em Solana Beach, Califórnia, onde seus quintais e quintais eram cultivados como hortas em vez de gramados.

## Morte
Em 22 de abril de 1978 Will Geer faleceu, vítima de uma falência respiratória, aos 76 anos de idade. Os produtores não queriam substituí-lo, e assim o vovô Walton morreu também na série. Sua despedida foi um dos episódios mais vistos do programa.
Herta Ware, foi morar em seu rancho, que era também escola e fazenda, após a sua morte.
O local é administrado hoje pelas filhas do casal, onde ainda são ministrados cursos de interpretação, além de ser o destino de noivos para ensaios fotográficos.

## Filmografia
| 1977 | O Barco do Amor - Temporada 1, episódio 12          | Frank Botherstone                 |
| 1977 | The Waltons - Temporada 6                           | Zebulon Walton                    |
| 1976 | O Pássaro Azul                                      | Avô                               |
| 1976 | Starsky & Hutch - Temporada 2 - episódio 2          | -                                 |
| 1976 | The Waltons - Temporada 5                           | Zebulon Walton                    |
| 1975 | The Waltons - Temporada 4                           | Zebulon Walton                    |
| 1974 | The Waltons - Temporada 3                           | Zebulon Walton                    |
| 1973 | The Waltons - Temporada 2                           | Zebulon Walton                    |
| 1972 | Columbo - Temporada 2, episódio 6                   | Dr. Edmund Hidemann               |
| 1972 | Mais Forte que a Vingança                           | Bear Claw                         |
| 1972 | Napoleão e Samantha                                 | Avô                               |
| 1972 | The Scarecrow                                       | Justice Gilead Merton             |
| 1972 | The Waltons - Temporada 1                           | Zebulon Walton                    |
| 1971 | A Feiticeira - Temporada 8, episódios 21 - 22       | -                                 |
| 1969 | Os Rebeldes                                         | Boss                              |
| 1968 | O Preço de um Covarde                               | Pop Chaney                        |
| 1967 | A Sangue Frio                                       | The Judge                         |
| 1967 | Missão Impossível (1966) - Temporada 2, episódio 21 | Doc                               |
| 1967 | Os Invasores - Temporada 2, episódio 25             | Hank Willis                       |
| 1966 | O Segundo Rosto                                     | Velho                             |
| 1962 | Tempestade Sobre Washington                         | Líder da Minoria do Senado Warren |
| 1953 | O Sal da Terra                                      | Xerife                            |
| 1950 | Duelo Sangrento                                     | O'Fallon                          |
| 1950 | Winchester '73                                      | Wyatt Earp                        |
| 1934 | A Mística                                           | West Fry                          |